# Roca orgànica
Les roques orgàniques són roques sedimentàries formades per dipòsits fonamentalment d'origen orgànic, és a dir, restes d'organismes vius, amb un contingut superior al 3%. Roques típicament orgàniques són la creta, el carbó, el corall i la torba.
Un cas especial n'és el de la calcària, roca que pot aparèixer per precipitació química, però que en la seva majoria és producte de l'acció dels éssers vius. El carbonat de calci és part del material biològic de la majoria dels éssers vius. En forma les seves parts dures. La fossilització d'aquests éssers vius forma la roca calcària. En els últims temps, s'ha demostrat la importància del bacteri Emiliana huxleyii en la síntesi del carboni, que mostra com el CO₂ de l'atmosfera es fixa als éssers vius, i com la vida ha exercit un paper decisiu en la formació de l'atmosfera i del relleu de la Terra.